# Et Tîdra
Et Tîdra är en ö i Mauretanien.   Den ligger i regionen Dakhlet Nouadhibou, i den västra delen av landet, 190 km norr om huvudstaden Nouakchott. Arean är 190 kvadratkilometer.
Terrängen på Et Tîdra är mycket platt. Öns högsta punkt är 11 meter över havet. Den sträcker sig 29,6 kilometer i nord-sydlig riktning, och 18,4 kilometer i öst-västlig riktning.  Trakten runt Et Tîdra är ofruktbar med lite eller ingen växtlighet.